# Le Barbier de Séville
Le Barbier de Séville er en fransk stumfilm fra 1904 af Georges Méliès.